# スーザン・コロック
スーザン・コロック（Susan Corrock 1951年11月30日- ）はアメリカ合衆国ワシントン州シアトル出身のアルペンスキー選手。
最初はワシントン州のThe Summit at Snoqualmieで、次いでアイダホ州のKetchum, Idahoでトレーニングを積んだ。1970年にアルペンスキー・ワールドカップデビューした。
1972年の札幌オリンピックの滑降で銅メダルを獲得、回転で9位に入った。アルペンスキー・ワールドカップでは滑降で8回、大回転で2回、回転で6回、ベスト10に入っている。1971年に回転で5位になったのが自己最高位。
1972-1973シーズン限りで現役を引退した。